# Qatar aux Jeux paralympiques d'été de 2012
Le Qatar a participé aux Jeux paralympiques d'été de 2012 à Londres. Il s'agit de la cinquième participation de ce pays aux Jeux paralympiques d'été. Le Qatar s'est engagé dans la compétition avec un seul athlète, Abdulrahman Abdulrahman. Celui-ci a pris part au lancer du poids, du javelot et du disque. C'était sa première participation aux Jeux paralympiques et il n'a remporté aucune médaille.

## Athlétisme
Hommes
Abdulrahman Abdulrahman